# CBUT-DT
CBUT-DT（チャンネル2）は、カナダ・ブリティッシュコロンビア州バンクーバーにあるテレビ局で、CBCテレビジョンの西海岸旗艦局である。Ici Radio-Canada Télé加盟局CBUFT-DT（チャンネル26）とのツインスティックの一部である。両方の放送局は、バンクーバーのダウンタウンのハミルトン・ストリート（Hamilton Street）にあるCBC地域放送センターのスタジオを共有している。一方、CBUT-DTの送信所は、ノースバンクーバーの地区自治体にあるシーモア山の頂上にある。

## 歴史
1953年12月16日に開局した。そのため、CBUTはカナダ西部で最も古いテレビ局である。初代のスタジオ施設は、バンクーバーのダウンタウンのウエスト・ジョージア・ストリート（West Georgia Street）1200番地（ビュート・ストリート（Bute Street）の交差点）にある改造された自動車販売店の中にあった。しかし、バンクーバー市民にサービスを提供した最初のテレビ局ではなかった。KVOS-TV（チャンネル12、現：ヒーローズ&アイコンズ所有の一次放送局）は、国境を越えてワシントン州ベリンハムにあり、数ヶ月前にCBSの系列局として契約を結んでいた。1964年から1976年までの期間（週末朝にTélévision de Radio-Canadaのフランス語番組が放映された）を除いて、その存在の大部分を英語でのみ放送してきた。この二次的な提携は、1976年9月にCBUFT（チャンネル26）が開局した時に終了した。CBUTは、当初から1976年まで主に「Channel 2」として知られていた。
1976年までの初期の頃、CBUTのステーションIDは、バンクーバーのランドマークのスライドにCBUTのロゴ（図案化されたテレビ画面に含まれるクラレンドン・ボールド（Clarendon Bold）書体の数字「2」）を重ねたもので構成され、「This is CBUT, Channel 2 in Vancouver.（こちらはCBUT、バンクーバーのチャンネル2です。）」というアナウンスが添えられていた。CBUTのローカル番組の最後に使用されたIDスライドは、「This is CBC Television, Vancouver.（こちらは、バンクーバーのCBCテレビジョンです。）」というアナウンスと共に、ネイビーブルーの背景に局ロゴの大きなバージョンが掲載されていた。1974年12月にCBCの「ジェム」ロゴが導入されて以来、CBUTは（ローカル番組の終了時に独自のステーションIDを使用し続けた他のCBCテレビジョンO&Oとは異なり）、ネットワーク配信とローカル制作の両方で、全ての番組の最後に「ジェム」ネットワークIDを使用し始めた。
1975年、CBCはバンクーバーのラジオとテレビの業務を1つの建物に統合した。これ以前は、CBCのバンクーバーラジオプロパティであるCBU（690 AM）、CBU-FM（105.7）、CBUF-FM（97.7）は、ホテル・バンクーバーの地下にあるホーンビー・ストリート（Hornby Street）701 番地にある別のスタジオ施設で運用されていた。これらの局は一緒になって、以前のラジオ・テレビ施設から数ブロック東にあるハミルトン・ストリート（Hamilton Street）700番地にある地域放送センターの基礎を形成した。

1976年から少なくとも1980年までステーションIDと印刷広告で使用されていた。ロゴの文字「T」は、様式化されたトーテムポールによって表されるCBUTのロゴ（CBCブリティッシュコロンビアとして）。

IDは1976年にCBUTがオンエアブランディングを「CBCブリティッシュコロンビア（CBC British Columbia）」に変更した時に変更され、最初のIDは地元のランドマークの上に重ねられたトーテムポールを特徴とし、その後トーテムポールはズームアウトしてステーションブランドの文字「T」に変わった。
近年、全てのCBC所有の放送局と同様に、トロント以外で配信される全国ネットワーク番組を支持して、ローカル番組を重視しなくなった。2002年の時点で、CBUTはニュース以外のローカル番組を散発的に放送するだけで、ネットワークIDのみを使用することを優先してローカルステーションIDの使用を全て終了した。さらに、予算削減のため、CBCはCBUTのマスターコントロール操作を（他の全ての直営局と同様に）トロントのダウンタウンにあるカナダ放送センターのマスターコントロール施設に統合した。しかし最近、CBUTは地元をテーマにしたライフスタイル番組『リビング・バンクーバー（Living Vancouver）』（その後終了された）の導入と、いくつかの新しいローカルニュース番組の追加により、ローカル番組を増やした。

## 番組
CBUTは現在、CBCテレビジョン向けに多数の番組を制作している。『マーケットプレイス』の一部はCBUTで制作されており、番組『ヘミスフィアズ』、現在は終了されている『カナダ・ナウ』の全国版、深夜の自主映画番組『ZeD』の一部も制作されている。

### スポーツ番組
バンクーバー・カナックスの地域のテレビ・ラジオの権利所有者であるSportsnetが制作したCBCテレビジョンの『ホッケー・ナイト・イン・カナダ』NHLパッケージでカナックスの試合が取り上げられる時に、カナックスのホッケー試合を紹介する。さらに、国際オリンピック委員会とのCBCの権利契約の一環として、冬季・夏季オリンピックを放送する。

### 以前CBUTで放映された現地制作番組
これらの番組の一部は、CBCネットワークでも地域または全国的に見られた。
- ビーチコンバーズ（英語版）（ドラマ）
- カナダ・ナウ（夕方の全国ニュース番組）
- カリブー・カントリー（英語版）（ドラマ）
- セレブリティ・クックス（英語版）（料理）
- デンジャー・ベイ（英語版）（ドラマ）
- グッド・ロッキン・トゥナイト（英語版）（ミュージックビデオ）
- リビング・バンクーバー（英語版）（ライフスタイル）
- ノースウッド（英語版）（青春ドラマ）
- リーチ・フォー・ザ・トップ（英語版）（クイズ番組）
- リッチ・リトル（英語版）のクリスマス・キャロル（ホリデースペシャル）
- スイッチバック（英語版）（ティーンバラエティ）
- トーク・アバウト（英語版）（ゲーム番組）
- ジ・アーバン・ピーザント（英語版）（料理）
- ウルフマン・ジャック・ショー（英語版）（音楽バラエティ）
- ZeD（英語版）（自主短編映画）

### ニュース運用
CBUT-DTは現在、毎週8時間半の地元で制作されたニュース番組を放送している（平日：90分、土日：30分間）。ニュース番組に費やされた時間数に関しては、CBCテレビジョンの加盟局（直営局または系列局のいずれか）の中で最高のローカルニュース番組の出力であるが、現在はバンクーバーとビクトリア市場のテレビ局の中で最もニュース番組の出力が低く、週毎のニュースの合計はCTV O&OのCIVT-DT（チャンネル32、毎週38時間のニュース番組を放映）とグローバルO&OのCHAN-DT（チャンネル8、毎週46時間放送）をはるかに下回っている。
過去数年間、夕食時のニュース番組（全国ニュース番組『カナダ・ナウ』が開始されるまでは、完全に地元で制作された番組だった）は『Hourglass（アワーグラス）』、『Newscentre（ニュースセンター）』、『CBC Evening News（CBCイブニングニュース）』、『Broadcast One（ブロードキャスト・ワン）』、『CBC News: Vancouver（CBCニュース:バンクーバー）』として知られていた。2007年2月19日、CBUTは、『カナダ・ナウ』の名前を保持し、元『カナダ・ナウ』アンカーであったイアン・ハノマンシングとグロリア・マカレンコがアンカーを務めていた『CBC News at Six』（後に、同年7月に『CBC News: Vancouver』と改題された）のローカル版のデビューにより、1時間のローカルニュース番組をスケジュールに戻した。2009年9月、夕方のニュース放送が90分間に拡大され、17:00に1時間のブロックが追加され、番組の18:30のから30分間が削除された。
2010年4月、CBCテレビジョンはCHEKとニュース共有契約を結び、両局がニュース記事のコンテンツとリソースを共有した。トニー・パーソンズもCBCに参加し、CBUTの夕方のニュースブロックと、CHEKの22:00のニュース番組の両方でアンカーを務め、2013年に引退するまで両方の放送局に留まった。CHEKは以前、『CBC News: Vancouver at 6（CBCニュース:バンクーバー・アット・6）』と『Vancouver at 11（バンクーバー・アット・11）』のサイマル放送を行っていたが、CBUTの週末18:00のニュースも行っていた。2016年4月10日以降、CHEKはCBUTのニュース番組を放送しなくなった。2015年10月5日、CHEKは18:00の『CBC News: Vancouver』（『CBC Vancouver News』に改称）の放送を、元CTV・グローバルTVリポーターのベン・オハラ＝バーン（Ben O'Hara-Byrne）がプレゼンターを務める18:00の独自の30 分間のニュース放送に置き換えた一方、2016年4月10日、CHEKは23:00の『CBC Vancouver News』の放送を終了し、平日22:00の CHEKのニュース番組と日曜日の様々な番組のアンコールプレゼンテーションを行った。
2013年6月現在、CBUTのニュース放送で見られる気象コーナーはHDで放送されているが、他のスタジオカメラやフィールドカメラからの映像は標準解像度で送信され、16:9ワイドスクリーン形式にアップコンバートされている。
2014年7月30日、CBUTは、ニュース放送の最終日にCBCラジオ『ザ・ストーリー・フロム・ヒア』のプレゼンターになると発表したグロリア・マカレンコの後任として、アンドリュー・チャンが同年9月1日から夕方ニュースのアンカーを開始すると発表した。ただし、マカレンコは、CBUTの夕方のニュース放送中にインタビューコーナーを制作している間、『アワ・バンクーバー（Our Vancouver）』のホストを続ける予定である。

### 現在のスタッフ
- アニタ・バセ（英語版） - 『CBC Vancouver News at 6』アンカー
- グロリア・マカレンコ（英語版） - CBCラジオ・ワン（英語版）『オン・ザ・コースト（On the Coast）』ホスト。『アワ・バンクーバー』ホスト。特命リポーターも兼務。

### 著名な元スタッフ
- エイドリアン・アルセノー（英語版） - リポーター（1993年 - 1998年、現：CBCニュースの『ザ・ナショナル』共同アンカー）
- アンドリュー・チャン（英語版） - アンカー(2014年 - 2017年、現：CBCニュースの『ザ・ナショナル』共同アンカー）
- ジリアン・フィンドレー（英語版） - リポーター（1982年 - 1985年、現：『ザ・フィフス・エステート』）
- ドーナ・フリーゼン（英語版） - リポーター（現：『グローバル・ナショナル』アンカー）[6]
- ビル・グッド（英語版） - アンカー（現：CTVバンクーバーとCKNW 980（英語版）から引退）
- イアン・ハノマンシング（英語版） - アンカー/リポーター（1988年 - 2010年、リポーター、現：CBCニュース『ザ・ナショナル』共同アンカー。以前は『CBCニュースナウ』ホスト）
- クレア・マーティン（英語版） - 気象学者
- トニー・パーソンズ - 17:00、17:30、18:00のアンカー（2010年 - 2013年、現：引退）
- ジャック・ウェブスター（英語版） - 『Hourglass』リポーター（故人）

## 技術情報

### サブチャンネル
| チャンネル | 解像度 | アスペクト比 | ショートネーム | 番組編成                                      |
| ---------- | ------ | ------------ | -------------- | --------------------------------------------- |
| 2.1        | 720p   | 16:9         | CBUT-DT        | メインCBUT-DT番組/CBCブリティッシュコロンビア |

### アナログからデジタルへの変換
CBUTは、CRTCが指定した強制市場のカナダのテレビ局がアナログからデジタル放送に移行した公式の日付である2011年8月31日に、VHFチャンネル2でのアナログ信号を停止した。局のデジタル信号は、移行の結果として放送用から削除された高帯域UHFチャンネル（52～69）の1つであった移行前のUHFチャンネル58から、移行後のチャンネル43に移された。プログラム及びシステム情報プロトコル（PSIP）を使用することで、デジタルテレビ受信機はCBUT-DTの仮想チャンネルをアナログ時代のVHFチャンネル2として表示する。
移行後、デジタル信号の高解像度ビデオ解像度を1080iから720pにダウンコンバートした。

### スペクトルの再梱包
2017年4月、インダストリー・カナダ（Industry Canada）は、アメリカ合衆国の600 MHzスペクトルオークションによるスペクトルの再梱包の結果として、局の新しいチャンネル割り当てを掲載した。CBUT-DTは2020年5月1日にチャンネル35に移動する。2017年4月現在、チャンネル35はKVOS-TVが占めている。同局は2019年10月にチャンネル14に移動した。

### 元再放送局
CBUTの85を超えるアナログ再放送送信所は、ローワー・メインランド、バンクーバー島、オカナガン、及び以前はCBCの民間系列局が占めていなかった地域に設置された。
2012年4月、CBCに対する連邦予算の削減により、CBCは、同年7月31日にCBCとRadio-Canadaの残りのアナログ送信所を停止することが含まれる大幅な予算削減で対応した。CBCまたはRadio-Canadaのテレビ再放送局はいずれもデジタルに変換されなかった。CHAN-DTは、バンクーバーで州全体に再放送局を運営する最後の主要なネットワーク局である。

## 市場外のケーブル放送範囲
ブリティッシュコロンビア州での放送範囲に加えて、ワシントン州にも相当数のアメリカ人視聴者がいる。CBUTの信号は、ベリンガム市で地上波で受信できる。また、ピュージェット・サウンド地域の約100万人のコムキャスト加入者がケーブルで利用できる。コムキャストのピュージェット・サウンドシステムも、2009年7月にCBUTのデジタル信号を高解像度で提供し始めた。CBUTは、ワシントン州西部及びワシントン州中央部のウェーブ・ブロードバンドのシステムと、シェラン湖地域のシステムで、標準・高解像度の両方で利用できる。